# Курбай
Курбай (каз. Құрбай) — озеро в Костанайском районе Костанайской области Казахстана. Находится в 7 км к северо-западу от села Ломоносовка.
По данным топографической съёмки 1944 года, площадь поверхности озера составляет 1,31 км². Наибольшая длина озера — 1,9 км, наибольшая ширина — 1 км. Длина береговой линии составляет 4,8 км, развитие береговой линии — 1,16. Озеро расположено на высоте 200,5 м над уровнем моря.